# ヤング・ブラッド
『ヤング・ブラッド』（原題: The Musketeer）は、2001年に公開されたアメリカ映画。
アレクサンドル・デュマ・ペールによる小説『三銃士』を基に、アクションをふんだんに用いて描いた冒険活劇。

## 概要
幾度となく映画化されてきた『三銃士』を、ハリウッドの騎馬アクションと香港のワイヤーワークで魅せる作品に仕上がった。アクション監修に『ワンス・アポン・ア・タイム・イン・チャイナ 天地黎明』などで知られるシャン・シンシンを起用している。

## あらすじ
1625年、フランス。両親の復讐を胸に若者ダルタニアンは、銃士隊へ入るべく村を出る。道中、荒くれ者達との決闘を見事な剣さばきで退け、パリへ向かうのであった。

## キャスト
※括弧内は日本語吹き替え
- ダルタニアン - ジャスティン・チェンバース（川島得愛）
- フェブル - ティム・ロス（山路和弘）
- フランス王妃 - カトリーヌ・ドヌーブ（鈴木弘子）
- リシュリュー枢機卿 - スティーヴン・レイ（諸角憲一）
- フランチェスカ - ミーナ・スヴァーリ（小島幸子）
- アラミス - ニック・モーラン（村治学）
- ポルトス - スティーブン・スピアーズ（堀之紀）
- アトス - ジャン･グレゴール・クレンプ（谷昌樹）
- プランシェ - ジャン・ピエール・カスタルディ（宝亀克寿）
- ルイ13世 - ダニエル・メスグイッチ（石井隆夫）

## スタッフ
- 監督／撮影監督：ピーター・ハイアムズ
- 脚本：ジーン・クインターノ
- 製作：モシュ・ディアマント
- 編集：テリー・ローリングス
- アクション監修：シャン・シン・シン
- 美術：フィリップ・ハリソン
- 音楽：デヴィッド・アーノルド
- 衣装：レイモンド・ヒューズ、シンシア・デュモン